# Ivö kyrka
Ivö kyrka är en kyrkobyggnad i Ivö i Lunds stift. Den är församlingskyrka i Fjälkinge församling.

## Kyrkobyggnaden
Tegelkyrkan uppfördes troligen på 1220-talet. Initiativtagare kan ha varit Anders Sunesen som var ärkebiskop i Lund åren 1201–1224. Byggnadsstilen är romansk, men koret har en rak avslutning istället för rund. Under 1400-talet slogs tegelvalven som ersatte det plana innertaket. År 1820 tillkom tornet och något senare byggdes vapenhuset i väster.
Vid en renovering 1939–1940 togs kalkmålningar från 1460-talet fram. De anses vara utförda av Fjälkingemästaren. Målningarna föreställer Sankta Ursula och Sankta Katarina och finns på väggarna på ömse sidor om altaret och är äldre än valven. Sankta Ursula är kyrkans skyddshelgon och en offerkälla kallad Ursulas källa ligger strax utanför kyrkogårdsmuren.

## Inventarier
- Dopfunten av sandsten är jämngammal med kyrkan.
- Ett rökelsekar i mässing är från 1300-talet och förvaras numera i Lunds universitets historiska museum.
- En relikdosa av blyplåt innehållande benbitar och linnefragment förvaras numera i Lunds universitets historiska museum.
- Nuvarande predikstol tillverkades av snickaren Nils Djurberg i Kiaby och sattes upp 1920.
- En ny kyrkklocka köptes in 1958. Samtidigt göts gamla klockan om.

### Orgel
- Tidigare användes ett harmonium i kyrkan.
- 1940 byggde Bo Wedrup, Uppsala en orgel med 5 stämmor.
- Den nuvarande orgeln byggdes 1955 av Wilhelm Hemmersam, Köpenhamn och är en mekanisk orgel. Orgeln restaurerades tio års senare.

| Manual        | Pedal   |
| Gedackt 8'    | Bihängd |
| Spetsgamba 8' |         |
| Principal 4'  |         |
| Rörflöjt 4'   |         |
| Blockflöjt 2' |         |
| Nasat 1 1/3'  |         |
| Sifflöjt 1'   |         |